# IC 654
IC 654 је лентикуларна галаксија у сазвјежђу Пехар која се налази на листи објеката дубоког неба у Индекс каталогу.
Деклинација објекта је - 11° 43' 32" а ректасцензија 10h 53m 50,4s. Привидна величина (магнитуда) објекта IC 654 износи 14,1 а фотографска магнитуда 15,0. IC 654 је још познат и под ознакама MCG -2-28-18, PGC 32716.